# Баркер, Сью
Сью́зен (Сью) Ба́ркер (англ. Susan 'Sue' Barker; род. 19 апреля 1956, Пейнтон, Девон) — британская профессиональная теннисистка и спортивная журналистка. Победительница Открытого чемпионата Франции 1976 года в одиночном разряде и парного чемпионата WTA 1981 года (с Энн Кийомурой). Офицер ордена Британской империи (OBE, 2016).

## Спортивная карьера
В детстве тренером уроженки маленького девонского городка Пейнтон, был живший в соседнем Торквее Артур Робертс. Именно в Торквее в турнире Международной федерации тенниса (ITF) Сью провела свои первые матчи в начале 70-х годов. В 1973 году она уже участвовала в отборочных кругах турниров Virginia Slims, а в 1974 году выиграла свой первый профессиональный турнир, Открытый чемпионат Швеции, причём сразу и в одиночном, и в парном разряде. В этом же году она впервые сыграла за сборную Великобритании в полуфинале Кубка Федерации, проиграв в паре с Уэйд Ивонн Гулагонг-Коули и Дженет Янг.
На следующий год восемнадцатилетняя Баркер стала уже одним из лидеров мирового тенниса. Уже на стартовавшем в декабре 1974 года Открытом чемпионате Австралии она дошла до полуфинала, победив, в частности, по пути советскую представительницу Ольгу Морозову и проиграв затем Ивонн Гулагонг. Одновременно она участвовала в турнире девушек и стала чемпионкой. После этого она выиграла два не входящих в основной профессиональный тур турнира, в Хобарте (Австралия) и Александрии (Египет). В июне она с Глинис Коулз пробилась в парный финал Открытого чемпионата Италии, одного из престижнейших грунтовых турниров в мире, где их остановили Крис Эверт и Мартина Навратилова. После этого она второй год подряд первенствовала в Швеции, а через неделю в Кицбюэле (Австрия, в одиночном и парном разряде). В конце сезона она дошла о финала престижного турнира в Париже, где проиграла своей старшей соотечественнице Вирджинии Уэйд, а потом победила в Аделаиде (Австралия), опять и в одиночном, и в парном разряде. В составе сборной Великобритании она также выиграла Кубок Уайтмен, традиционный матч команд Великобритании и США, причём британки выиграли в США впервые за 50 лет.
По итогам зимнего тура (январь-апрель) Virginia Slims 1976 года Баркер, набравшая восьмую сумму очков среди всех участниц, была признана «новичком года». На Открытом чемпионате Франции Сью, за две недели до этого победившая в финале турнира в Гамбурге чешку Ренату Томанову, была уже посеяна под первым номером. Обстоятельства сложились так, что в турнире не участвовали ни действующая чемпионка и первый номер в рейтинге Крис Эверт, ни ряд других ведущих теннисисток мира (Навратилова, Билли Джин Кинг, Ивонн Гулагонг и Вирджиния Уэйд в это время участвовали в соревнованиях профессиональной лиги World Team Tennis в США). В их отсутствие Баркер завоевала чемпионский титул, победив в трёх последних кругах соперниц из Восточной Европы Регину Маршикову, Вирджинию Рузичи и Ренату Томанову. В 2019 году выяснилось, что на чемпионском кубке в 1976 году рядом с именем Баркер были выгравированы буквы AUST (Австралия) вместо GB (Великобритания).
В марте 1977 года на итоговом турнире тура Virginia Slims она выиграла все матчи своей группы, в том числе и у Навратиловой, и вела 1-0 по сетам в финале у Эверт, но потом начала часто ошибаться и в итоге проиграла. В этом году она трижды доходила до полуфинала на турнирах Большого шлема и поднялась до четвёртого места в рейтинге, высшего в карьере. Однако после полуфинала Уимблдонского турнира, где Баркер достаточно неожиданно проиграла Бетти Стове, наступил спад. На прежний уровень игры в одиночном разряде она уже не вернулась.
Новый период игровой карьеры Баркер, связанный с успехами в парном разряде, начался в 1978 году как раз с выхода в полуфинал на Уимблдоне, перед которым она с американкой Моной Гуэррант победила первую посеянную пару, Билли-Джин Кинг и Мартину Навратилову. В 1979 году постоянной партнёршей Баркер стала другая американка, Энн Кийомура, с которой она выиграла семь турниров, в том числе и чемпионат WTA в парном разряде 1981 года. Баркер и Кийомура ещё дважды играли в финале этого турнира, а также в парном финале чемпионата Virginia Slims 1979 года. В 1981 году они дважды побывали в полуфиналах турниров Большого шлема — в Австралии и на Уимблдоне, а в конце года в Токио дошла со сборной до финала Кубка Федерации после четырйх поражений в полуфиналах 1974, 1976, 1977 и 1978 годов, но в финале американки не оставили британкам шансов, победив 3-0. Поражение от Эверт в финале стало первым для Баркер после семи побед в Кубке Федерации в этом сезоне. Помимо этого, она выиграла в это году последний свой турнир в одиночном разряде, в Брайтоне (Великобритания), где в четвертьфинале победила посеянную первой Трейси Остин.
Свой последний турнир в парном разряде Баркер выиграла в 1982 году и в этом же году в последний раз сыграла за сборную в Кубке Федерации, а в 1983 году в Кубке Уайтмен, но продолжала выступать до 1984 года, завершив карьеру в ноябре после поражения в первом круге Открытого чемпионата Австралии.

## Участие в финалах итоговых турниров WTA за карьеру (5)

### Одиночный разряд (1)
| Результат | Год  | Турнир                          | Соперница в финале | Счёт в финале |
| --------- | ---- | ------------------------------- | ------------------ | ------------- |
| Поражение | 1977 | VS Championships, Нью-Йорк, США | Крис Эверт         | 6-2, 1-6, 1-6 |

### Парный разряд (4)
| Результат | Год  | Турнир                                   | Партнёр      | Соперницы в финале                  | Счёт в финале |
| --------- | ---- | ---------------------------------------- | ------------ | ----------------------------------- | ------------- |
| Поражение | 1979 | VS Championships, Нью-Йорк, США          | Энн Кийомура | Франсуаза Дюрр Бетти Стове          | 6-7, 6-7      |
| Поражение | 1979 | Bridgestone Championships, Токио, Япония | Энн Кийомура | Франсуаза Дюрр Бетти Стове          | 5-7, 6-7      |
| Поражение | 1980 | Bridgestone Championships, Токио (2)     | Энн Кийомура | Билли-Джин Кинг Мартина Навратилова | 5-7, 3-6      |
| Победа    | 1981 | Bridgestone Championships, Токио (3)     | Энн Кийомура | Барбара Поттер Шэрон Уолш           | 7-5, 6-2      |

## Титулы за карьеру (23)

### Одиночный разряд (11)
| №   | Дата        | Турнир                                | Покрытие | Соперница в финале    | Счёт в финале |
| --- | ----------- | ------------------------------------- | -------- | --------------------- | ------------- |
| 1.  | 8 июл 1974  | Открытый чемпионат Швеции, Бостад     | Грунт    | Марийве Янсен-Шар     | 6-1, 7-5      |
| 2.  | 7 июл 1975  | Открытый чемпионат Швеции, Бостад (2) | Грунт    | Хельга Ниссен-Мастхоф | 6-4, 6-0      |
| 3.  | 14 июл 1975 | Открытый чемпионат Австрии, Кицбюэль  | Грунт    | Пэм Тигарден          | 6-4, 6-4      |
| 4.  | 1 дек 1975  | Аделаида, Австралия                   | Трава    | Хельга Ниссен-Мастхоф | 6-2, 6-1      |
| 5.  | 26 апр 1976 | Открытый чемпионат Германии, Гамбург  | Грунт    | Рената Томанова       | 6-3, 6-1      |
| 6.  | 31 мая 1976 | Открытый чемпионат Франции, Париж     | Грунт    | Рената Томанова       | 6-2, 0-6, 6-2 |
| 7.  | 28 фев 1977 | VS of San Francisco, США              | Ковёр    | Вирджиния Уэйд        | 6-3, 6-4      |
| 8.  | 7 мар 1977  | VS of Dallas, США                     | Ковёр    | Терри Холладей        | 6-1, 7-64     |
| 9.  | 10 сен 1979 | Питсбург, США                         | Ковёр    | Рене Ричардс          | 6-3, 6-1      |
| 10. | 3 дек 1979  | Nabisco NSW Open, Сидней, Австралия   | Трава    | Розалин Фербенк       | 6-0, 7-5      |
| 11. | 19 окт 1981 | Брайтон, Великобритания               | Ковёр    | Мима Яушовец          | 4-6, 6-1, 6-1 |

### Парный разряд (12)[7]
| №   | Дата        | Турнир                                           | Покрытие | Партнёр              | Соперницы в финале                      | Счёт в финале |
| --- | ----------- | ------------------------------------------------ | -------- | -------------------- | --------------------------------------- | ------------- |
| 1.  | 8 июл 1974  | Открытый чемпионат Швеции, Бостад                | Грунт    | Глинис Коулз         | Фиорелла Бониселли Анна-Мария Насуэлли  | 6-2, 6-0      |
| 2.  | 14 июл 1975 | Открытый чемпионат Австрии, Кицбюэль             | Грунт    | Пэм Тигарден         | Фиорелла Бониселли Ракель Жискар        | 6-4, 6-3      |
| 3.  | 1 дек 1975  | Аделаида, Австралия                              | Трава    | Мишель Тайлер-Уилсон | Ким Радделл Дженет Янг                  | 7-5, 6-3      |
| 4.  | 12 окт 1976 | Хилтон-Хед-Айленд, Южная Каролина, США           | Грунт    | Ивонн Гулагонг       | Мартина Навратилова Вирджиния Уэйд      | 6-4, 4-6, 6-3 |
| 5.  | 10 сен 1979 | Питтсбург, США                                   | Ковёр    | Кэнди Рейнольдс      | Банни Брюнинг Джейн Страттон            | 6-3, 6-2      |
| 6.  | 11 фев 1980 | Avon Championships of California, Окленд, США    | Ковёр    | Энн Кийомура         | Грир Стивенс Вирджиния Уэйд             | 6-0, 6-4      |
| 7.  | 16 фев 1981 | Хьюстон, США                                     | Ковёр    | Энн Кийомура         | Регина Маршикова Мэри-Лу Пиатек-Дэниелс | 5-7, 6-3, 6-4 |
| 8.  | 2 мар 1981  | Avon Championships of Los Angeles, США           | Хард (i) | Энн Кийомура         | Марин Луи-Харпер Марита Редондо         | 6-1, 4-6, 6-1 |
| 9.  | 4 мая 1981  | Bridgestone Doubles Championships, Токио, Япония | Ковёр    | Энн Кийомура         | Барбара Поттер Шэрон Уолш               | 7-5, 6-2      |
| 10. | 9 июн 1981  | Сербитон, Великобритания                         | Трава    | Энн Кийомура         | Билли-Джин Кинг Илана Клосс             | 6-1, 6-7, 6-1 |
| 11. | 10 авг 1981 | Ричмонд, США                                     | Ковёр    | Энн Кийомура         | Кэти Джордан Энн Смит                   | 4-6, 7-6, 6-4 |
| 12. | 11 янв 1982 | Цинциннати, США                                  | Ковёр    | Энн Кийомура         | Энн Смит Пэм Шрайвер                    | 6-2, 7-6      |

## Участие в финалах командных турниров за карьеру

##### Поражения (1)
| Результат | Год  | Турнир          | Команда                           | Соперник в финале                                     | Счёт в финале |
| --------- | ---- | --------------- | --------------------------------- | ----------------------------------------------------- | ------------- |
| Поражение | 1981 | Кубок Федерации | Великобритания С. Баркер, В. Уэйд | США А. Джегер, К. Джордан, Р. Казальс, К. Эверт-Ллойд | 0-3           |

## Статистика участия в центральных турнирах за карьеру

### Одиночный разряд
| Турнир                       | 1973 | 1974 | 1975 | 1976 | 1977 | 1977 | 1978 | 1979 | 1980 | 1981 | 1982 | 1983 | 1984 | Итого  |
| ---------------------------- | ---- | ---- | ---- | ---- | ---- | ---- | ---- | ---- | ---- | ---- | ---- | ---- | ---- | ------ |
| Открытый чемпионат Австралии | НУ   | 3К   | 1/2  | 2К   | НУ   | 1/2  | 1/4  | НУ   | 3К   | 3К   | 1К   | НУ   | НУ   | 0 / 8  |
| Открытый чемпионат Франции   | НУ   | НУ   | 3К   | П    | 1/2  | 1/2  | НУ   | 2К   | НУ   | 1К   | НУ   | НУ   | 1К   | 1 / 5  |
| Уимблдонский турнир          | 2К   | 1К   | 3К   | 1/4  | 1/2  | 1/2  | 4К   | 1К   | 2К   | 3К   | 1К   | 1К   | 2К   | 0 / 12 |
| Открытый чемпионат США       | НУ   | НУ   | 2К   | 4К   | 3К   | 3К   | НУ   | 2К   | НУ   | 2К   | НУ   | НУ   | 1К   | 0 / 6  |
| VS / Avon Championships      | НУ   | НУ   | НУ   | НУ   | Ф    | Ф    | НУ   | 1/2  | НУ   | 1/2  | НУ   | НУ   | НУ   | 0 / 2  |

### Парный разряд
| Турнир                       | 1974 | 1975 | 1976 | 1977 | 1977 | 1978 | 1979 | 1980 | 1981 | 1982 | 1983 | 1984 | Итого  |
| ---------------------------- | ---- | ---- | ---- | ---- | ---- | ---- | ---- | ---- | ---- | ---- | ---- | ---- | ------ |
| Открытый чемпионат Австралии | 1/4  | 1/4  | 1/4  | НУ   | 3К   | 3К   | НУ   | 1/2  | 1/2  | 2К   | НУ   | 2К   | 0 / 9  |
| Открытый чемпионат Франции   | НУ   | 1/4  | 3К   | НУ   | НУ   | НУ   | НУ   | НУ   | НУ   | НУ   | НУ   | 2К   | 0 / 3  |
| Уимблдонский турнир          | 2К   | 1/4  | 1К   | 3К   | 3К   | 1/2  | 1/4  | 1/4  | 1/2  | 2К   | 1К   | НУ   | 0 / 10 |
| Открытый чемпионат США       | НУ   | 1/4  | 1/4  | НУ   | НУ   | НУ   | 1К   | НУ   | НУ   | НУ   | НУ   | 1К   | 0 / 4  |
| Avon Championships           | НУ   | -    | -    | -    | -    | -    | Ф    | НУ   | 1/2  | НУ   | НУ   | НУ   | 0 / 2  |
| Bridgestone Championships    | -    | НУ   | -    | НУ   | НУ   | НУ   | Ф    | Ф    | П    | 1/2  | НУ   | НУ   | 1 / 4  |

## Стиль игры
Несмотря на хрупкое телосложение (в 1977 году она весила 53 килограмма при росте 165 сантиметров), Сью Баркер обладала одним из самых мощных в то время ударом справа (более мощным, чем у Мартины Навратиловой. В отличие от большинства британских теннисистов, Сью хорошо выступала на грунтовых кортах и завоевала главный титул в своей карьере именно на грунте «Ролан Гаррос».

## Карьера в спортивной журналистике

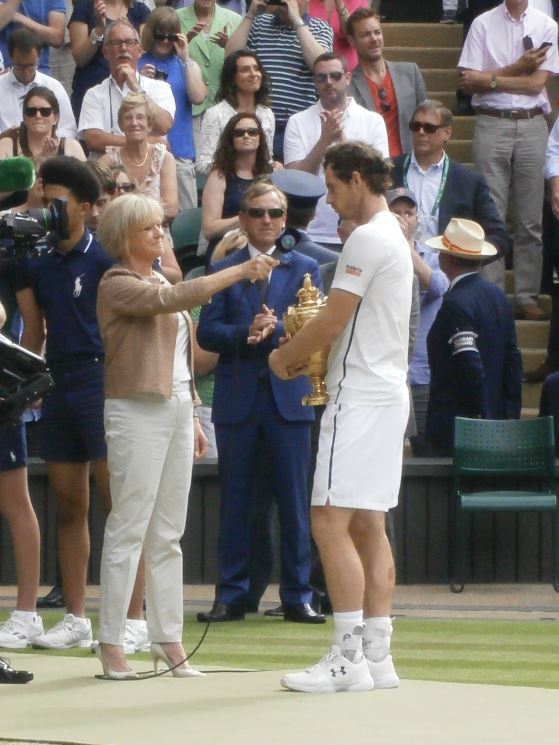
Баркер берёт интервью у Энди Маррея после окончания Уимблдонского турнира 2016 года

На следующий год после завершения спортивной карьеры Сью Баркер стала спортивным комментатором Седьмого канала австралийского телевидения. В 1990 году она заключила контракт с британским телеканалом BSB, а после его слияния с сетью Sky Television начала сотрудничать с каналом «Sky Sports».
В 1993 году Баркер дебютировала на Би-би-си, где вела репортажи с Уимблдона. С тех пор она вела на Би-би-си репортажи с крупнейших теннисных турниров, летних и зимних Олимпийских игр, Игр Британского Содружества, Эпсомского дерби и скачек в Эйнтри, а также мировых и европейских первенств по фигурному катанию. Помимо этого, она была одной из ведущих популярных спортивных программ Би-би-си «Трибуна» (англ. Grandstand) и «Спортивный вопрос» (англ. A Question of Sport) и церемонии награждения «Спортсмена года» по версии BBC.
За свою работу в спортивной журналистике Сью Баркер была удостоена приза TRIC (британского Клуба теле- и радиоиндустрии, англ. Television and Radio Industries Club) 1998 года и премии Королевского телевизионного общества 2001 года как лучший ведущий спортивных телепрограмм. В 2000 году Сьюзен Баркер была произведена в кавалеры ордена Британской империи (MBE) за достижения в спортивной и телевизионной карьере. В 2016 году она стала офицером ордена Британской империи (OBE).